# Гайтон I
Гайтон Старший або Гетум I (вірм. Հեթում Ա; 1213 — 28 жовтня 1270) — цар Кілікійської Вірменії з 1226 року, засновник династії Гетумідів. Син Костянтина Пайла, двоюрідного брата царя Левона II. В історії Вірменії — єдиний цар, якому довелось правити країною упродовж 45 років. Час його царювання вважається періодом розквіту культури Кілікійської Вірменії. 1270 року він зрікся престолу на користь свого сина Левона й решту життя провів у монастирі, де помер 28 жовтня 1270 року.

## Сходження на престол
У Левона II, останнього царя з династії Рубенідів, не було синів, тому після його смерті царем мав стати чоловік його дочки Ізабелли (Забель). Регентська рада на чолі зі спарапетом (воєначальником) Костянтином Пайлом видав 1221 року шестирічну Ізабеллу за сина Боемунда IV Антіохійського Філіпа, який, таким чином, був поставлений на царство. Однак Філіп порушив свою обіцянку правити відповідно до вірменських звичаїв, почав залучати на службу латинян, вивозити цінності з Кілікії до Антіохії. 1225 року Філіпа було схоплено та вбито.
Костянтин Пайл умовив католикоса видати дочку Левона II за свого сина Гетума. 14 червня 1226 року Гетум одружився з Ізабеллою та став її співправителем, поклавши початок династії Гетумідів. Для того, щоб показати законність нової династії, всім трьом синам Гетума I й Ізабелли були надані звичайні для Рубенідів імена — Левон, Торос, Рубен.

## Початок правління
До повноліття Гетума й Ізабелли регентом залишався Костянтин Пайл. Значну роль в управлінні державою відігравали брати Гетума: Смбат був головнокомандувачем військами (гундстабль або спарапет) та першим помічником царя, а Левон — вищим чиновником двору.

## Союз із монголами
Влітку 1243 року монголи розгромили під Кесе-дагом військо конійського султана Кей-Хосрова II. Гетум I, який розумно не надав підтримки Кей-Хосрову, відрядив до Кайсері до монгольського воєначальника Байджу посольство на чолі зі своїм батьком Костянтином Пайлом і братом Смбатом Спарапетом. За угодою, укладеною між сторонами, вірмени зобов'язались постачати монгольське військо продовольством і необхідною кількістю військ для участі в походах; у свою чергу, монгольське командування обіцяло дарувати вірменам частину земль та уділенних володіннь, визнавало суверенітет Кілікійського царства й обіцяло надавати збройну допомогу вірменам у разі нападу на них сусідніх держав. Ця угода була вигідною як для Кілікії, так і для Байджу, якому були потрібні союзники в регіоні, досить віддаленому від Монголії. Як підтвердження дружніх намірів кілікійців Байджу зажадав від Гетума видачі родини султана Кей-Хосрова, яка знайшла притулок у Кілікійському царстві. Гетум був змушений прийняти таку умову.
В обстановці хаосу, що охопив султанат в результаті монгольського вторгнення, з'явився самозванець, який проголосив себе сином покійного султана Ала ад-Діна Кей-Кубада I. Із 20 тисячами своїх прибічників він вирушив до Кілікії, але був розбитий Костянтином, братом царя Гетума.
Розвиваючи дипломатичні відносини з монголами, Смбат у 1246—1248 роках здійснив подорож до їхньої столиці — Каракорума. Відповідно до відомостей Григора Акнерці (Магакії), каан Гуюк, подарував йому землі та ленні володіння й надав «великий ярлик і золоті пайцзи», а за Кіракосом, «Смбату надали охоронні грамоти на багато областей і фортець, які раніше належали царю Левону, але після його смерті були відняті у вірменів султаном Рума Ала ад-діном».
1253 року, незадовго до повномасштабного монгольського вторгнення на Близький Схід, Гетум сам вирушив до Монголії. 13 вересня 1254 року він сягнув Каракорума та невдовзі був прийнятий кааном Мунке, який надав йому «ярлик, що забороняв утискати Гетума та його царство, і грамоту, що дарувала повну свободу церквам».

## Родина
Дружина: Забель
8 дітей:
- Євфимія (? — 1309)

чоловік — Жюльєн Греньє
- Марія (? — 1310)

чоловік — Гай Ібелін
- Сибілла (? — 1290)

чоловік — Боемунд VI
- Левон III (коронований як Левон II) (1236—1289) — король Кілікії

дружина — Керан
- Торос (1244 — 24 серпня 1266)
- Рита I (? — ?)

чоловік — Костянтин
- Ізабелла (? — 1268/69)
- Васак — помер немовлям